# NGC 2559
NGC 2559 é uma galáxia espiral barrada (SBbc) localizada na direcção da constelação de Puppis. Possui uma declinação de -27° 27' 25" e uma ascensão recta de 8 horas, 17 minutos e 06,1 segundos.
A galáxia NGC 2559 foi descoberta em 5 de Fevereiro de 1837 por John Herschel.